# Imlay (Nevada)
Pour les articles homonymes, voir Imlay.
Imlay est une ville non incorporée et une census-designated place (CDP) située dans le comté de Pershing, dans l’État du Nevada, aux États-Unis. D'après le recensement de 2020, sa population est de 210 habitants.